# Tudo Foi Feito Pelo Sol
Tudo Foi Feito Pelo Sol är Os Mutantes sjätte studioalbum. Sérgio Dias var den enda av originalmedlemmarna som medverkade på inspelningarna av detta album.

## Låtlista
| Nr | Titel                                   | Längd |
| -- | --------------------------------------- | ----- |
| 1. | Deixe Entrar um Pouco D’Água no Quintal | 5:03  |
| 2. | Pitágoras                               | 6:56  |
| 3. | Desanuviar                              | 8:13  |
| 4. | Eu Só Penso em te Ajudar                | 4:58  |
| 5. | Cidadão da Terra                        | 5:35  |
| 6. | O Contrário de Nada É Nada              | 2:58  |
| 7. | Tudo Foi Feito Pelo Sol                 | 8:46  |

### Bonusspår på återutgivningen
| Nr  | Titel             | Längd |
| --- | ----------------- | ----- |
| 8.  | Cavaleiros Negros |       |
| 9.  | Tudo Bem          |       |
| 10. | Balada do Amigo   |       |